# アナスイ

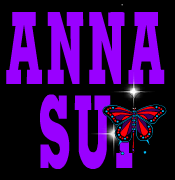
ロゴマーク

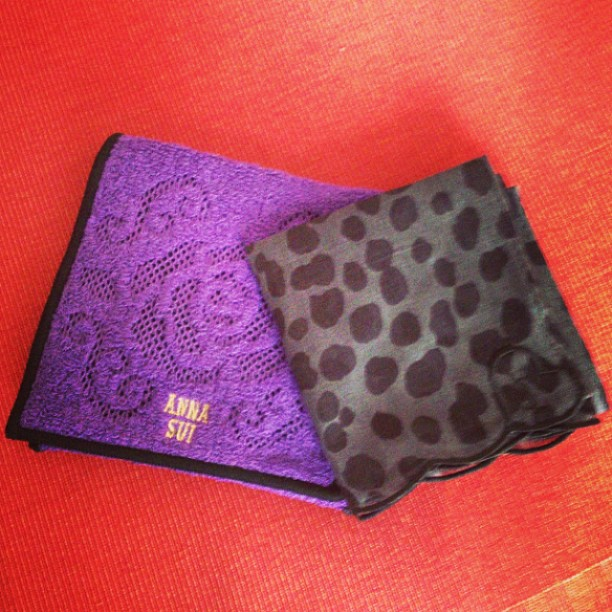
「アナスイ」のタオル（左）と「イヴ・サンローラン」のハンカチ（2013年・日本）

アナスイ（ANNA SUI）は、アメリカ合衆国出身のファッションデザイナーであり、同デザイナー制作による1980年設立の女性向けファッションブランド。
アメリカ・ニューヨークに本社を置く「アナ・スイ」社の基幹ファッションブランドで、婦人服のほか、時計、アクセサリー、バッグ、ならびに化粧品などを展開している。

## デザイナー
デザイナーのアナ・スイ（Anna Sui、中国語名:蕭志美、1964年8月4日 - ）は、中国系アメリカ人の2世としてミシガン州のデトロイトに生まれた。デザイナーの道を志したのは4歳の時で、その頃から自身の服をデザインしていたという。ニューヨークのパーソンズ美術大学を卒業。写真家のスティーブン・マイゼルは同窓生にあたり、彼の撮影のスタイリングを担当して以来の親友でもある。同大卒業後、数社の水着・スポーツメーカーでデザイナーとして働き、1991年に初のランウェイショーを開いた。1992年、自身の念願であった初のブティックをニューヨーク・ソーホーのグリーンストリートに開店。1997年にはアジア地域初のブティックを日本の東京に開店した。1998年には自身の夢であったという化粧品ライン「アナスイ　コスメティックス」を発表している。

## 特色
ファッションの主流に“アジアンテイスト”（アジア風味）を持ち込んだ先駆的な存在と言われる。艶のあるバラ・蝶のモチーフや主に水色・黒系・紫系の色遣いが特徴的。スイ・ドリームなどの香水が有名である。化粧品はティーローズと言われるバラの香りがするものが多い。婦人服・小物・アクセサリーなど煌びやかで妖艶な雰囲気のアイテムを発表している。また、刺繍などが施された華やかで可愛らしいアイテムも発表している。

## 日本での展開
日本においては1996年から本格的な商品展開を始動、主要都市のブティックや百貨店などで販売している。アパレル分野はオンワード樫山が事業会社となっており、三越伊勢丹ホールディングスが販売権を有し、カジュアルブランド、ドーリーガールバイアナスイで、イラストレーター高橋真琴とコラボレーションした商品を発表するなど若年層(18才から24才程度)を狙った。2017年ライセンス契約終了に伴い、ブランドは終了した。化粧品は現在P&Gに買収され、同社の一部門にあたるウエラと提携、日本ではコーセーの系列会社にあたるアルビオンがライセンスを保有している。彼女が持つ12か国、381店舗のうち80店舗以上が日本にあり、主に日本を中心としたアジアで展開しているブランドである。
- 2019年11月5日　三越伊勢丹ホールディングスは、アナスイ事業から2020年3月末に撤退し、衣料品や雑貨の製造などを終了し、約10店ある直営店すべてを閉めることを発表。

### ビジュアルモデル
- 杏（2006年）[12]
- 齋藤飛鳥（2015年秋冬アジア圏ビジュアルモデル）[12]
- 北野日奈子（2015年秋冬アジア圏ビジュアルモデル）[12]
- 斉藤優里（2015年秋冬アジア圏ビジュアルモデル）[12]
- 生駒里奈（2016年春夏アジア圏ビジュアルモデル）[13]

## 作品リスト

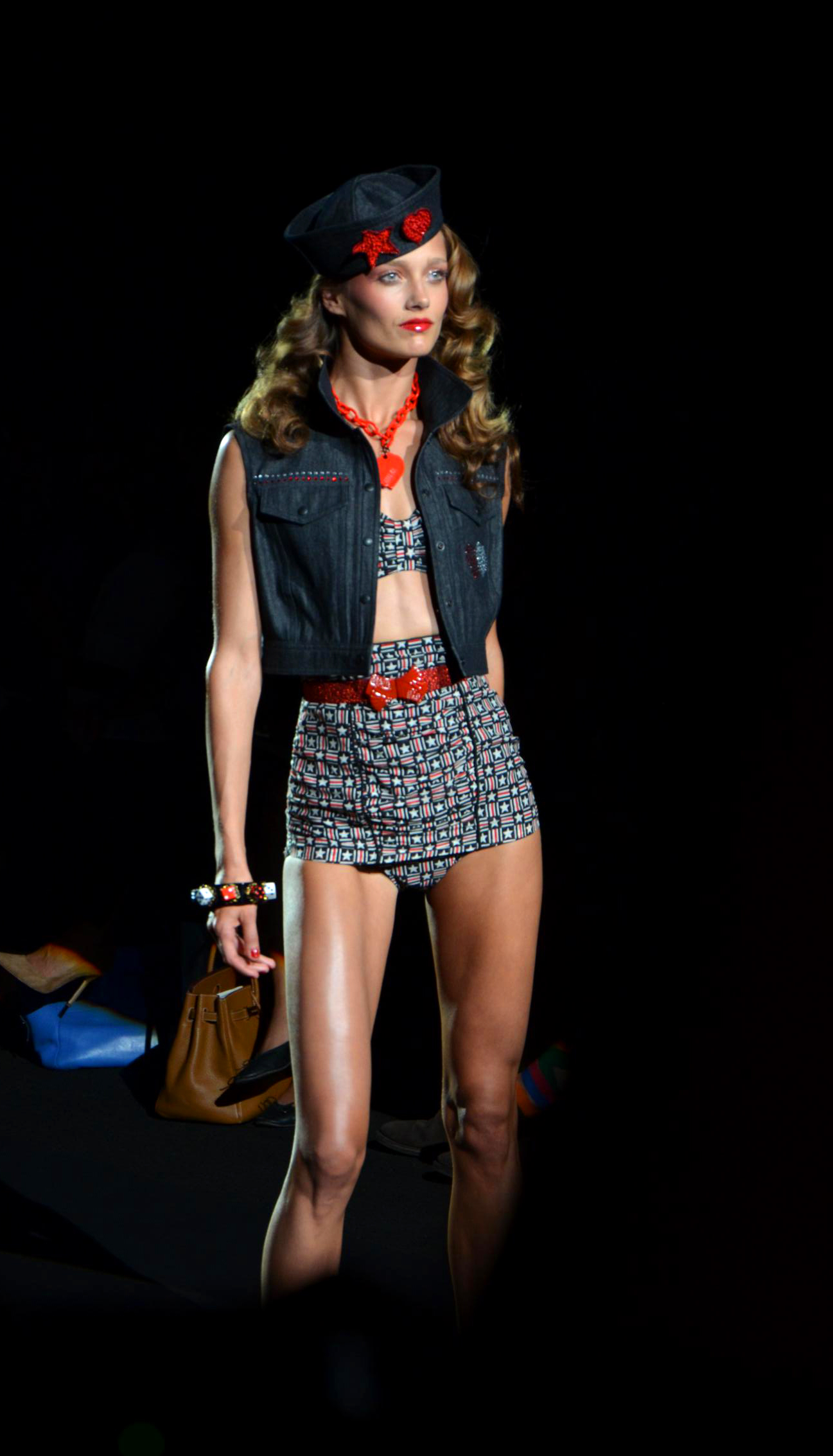
Karmen Pedaru2011年11月アナスイショーで。

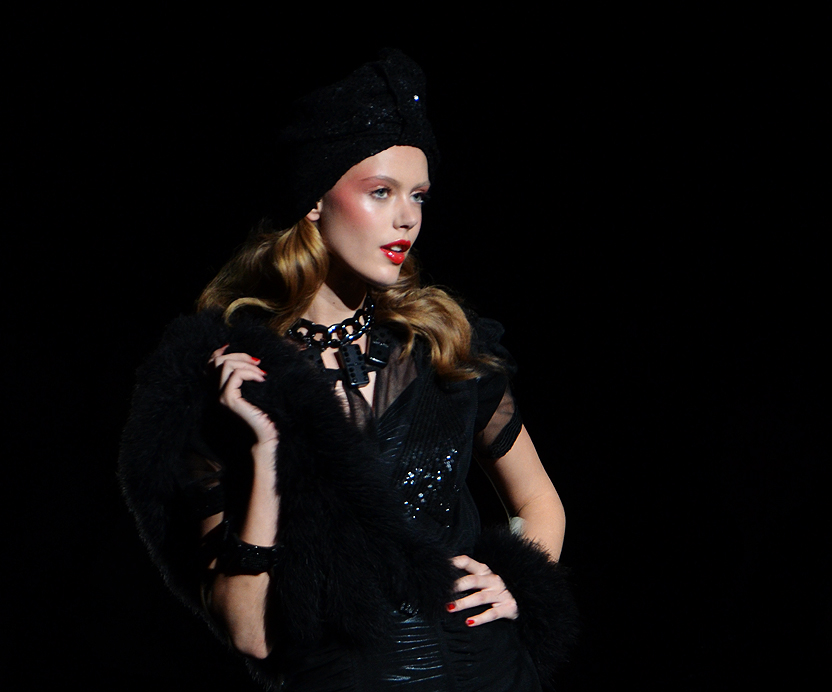
フリーダグスタフ2011年11月中に滑走路に。

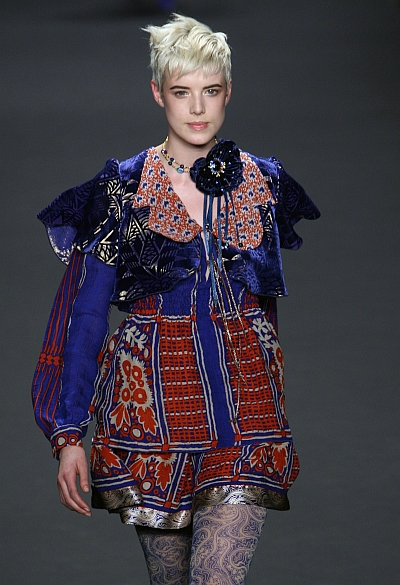
アギネス・ディーンアナスイのファッションショー、2008年2月

### 香水
| 年   | 香り                             | パートナー   | ノート                         | 調香師                          |
| ---- | -------------------------------- | ------------ | ------------------------------ | ------------------------------- |
| 1999 | Anna Sui Classic                 | ウエラ       |                                | Jacques Huclier                 |
| 2000 | Sui Dreams                       | ウエラ       | Sui Dreams コレクションの一部  | Philippe Romano                 |
| 2002 | Sui Love                         | ウエラ       |                                | Jean-Louis Grauby               |
| 2003 | Dolly Girl                       | P&G          | Dolly Girl コレクションの一部  | Benoist Lapouza                 |
| 2004 | Dolly Girl Ooh La Love           | P&G          | Dolly Girl コレクションの一部  | Frank Voelkl                    |
| 2005 | Secret Wish                      | P&G          | Secret Wish コレクションの一部 | Michel Almairac                 |
| 2006 | Dolly Girl On The Beach          | P&G          | Dolly Girl コレクションの一部  |                                 |
| 2006 | Secret Wish Magic Romance        | P&G          | Secret Wish コレクションの一部 |                                 |
| 2007 | Dolly Girl Bonjour L'Amour       | P&G          | Dolly Girl コレクションの一部  |                                 |
| 2007 | Flight Of Fancy                  | P&G          | Fancy コレクションの一部       |                                 |
| 2008 | Dolly Girl Lil' Starlet          | P&G          | Dolly Girl コレクションの一部  |                                 |
| 2008 | Night of Fancy                   | P&G          | Fancy コレクションの一部       |                                 |
| 2009 | Live Your Dream                  | P&G          |                                |                                 |
| 2009 | Rock Me!                         | P&G          | Rock Me コレクションの一部     |                                 |
| 2010 | Forbidden Affair                 | P&G          |                                |                                 |
| 2010 | Rock Me! Summer of Love          | P&G          | Rock Me コレクションの一部     |                                 |
| 2012 | Anna Sui Fairy Dance Secret Wish | InterParfums |                                |                                 |
| 2013 | La Vie de Bohème                 | InterParfums | Bohème コレクションの一部      | Philippe Romano                 |
| 2013 | Tin House Fairy Dance            | InterParfums | Tin House コレクションの一部   |                                 |
| 2013 | Tin House Flight of Fancy        | InterParfums | Tin House コレクションの一部   |                                 |
| 2013 | Tin House Forbidden Affair       | InterParfums | Tin House コレクションの一部   |                                 |
| 2013 | Tin House Secret Wish            | InterParfums | Tin House コレクションの一部   |                                 |
| 2014 | La Nuit de Bohème                | InterParfums | Bohème コレクションの一部      | Jérome Epinette Michel Almairac |
| 2014 | La Nuit de Bohème Eau de Parfum  | InterParfums | Bohème コレクションの一部      | Philippe Romano                 |
| 2014 | Sui Dreams in Pink               | InterParfums | Sui Dreams コレクションの一部  | Claudette Belnavis              |
| 2015 | Romantica                        | InterParfums | Romantica コレクションの一部   | Steven DeMercado                |
| 2015 | Sui Dreams in Green              | InterParfums | Sui Dreams コレクションの一部  | Pierre Negrin                   |
| 2016 | Sui Dreams in Yellow             | InterParfums | Sui Dreams コレクションの一部  |                                 |
| 2016 | Lucky Wish                       | InterParfums | Secret Wish コレクションの一部 | Mathieu Nardin                  |
| 2016 | Romantica Exotica                | InterParfums | Romantica コレクションの一部   | Jerome Epinette                 |

### 著作
- 伊勢丹 (2008年2月15日). Sui, Anna; Chigira, Keiko. eds. Anna Sui が発信するコスメティック We Love Anna Sui. Tokyo: 株式会社宝島社. ISBN 978-4-8002-4385-0
- Sui, Anna (2010). Flight of Fancy Journal. New York: Chronicle Books. ISBN 0811868303
- Sui, Anna (2010). Anna Sui Calico Cabaret Journal. New York: Chronicle Books. ISBN 0811868389
- Sui, Anna (2011). Fashion Idea Book. New York: Chronicle Books. ISBN 1452101442
- 伊勢丹 (2011). Sui, Anna. ed. Anna Sui: 15th Happy Anniversary in Japan. Tokyo: 株式会社宝島社. ISBN 978-4-7966-8014-1
- Bolton, Andrew (2013年5月7日). Sui, Anna; White, Jack; Meisel, Steven. eds. Anna Sui. New York: Chronicle Books. ISBN 1452128596
- 伊勢丹 (2015年8月27日). Sui, Anna. ed. アナスイ: 日本上陸20周年記念 Anna Sui 20th Anniversary!: Thanks To Japan!. 1. Tokyo: 株式会社宝島社. ISBN 978-4-8002-4385-0
- 伊勢丹 (2015年11月12日). Sui, Anna. ed. アナスイ: 日本上陸20周年記念 Anna Sui 20th Anniversary!: Anna As A Designer. 2. Tokyo: 株式会社宝島社. ISBN 978-4-8002-4388-1
- 伊勢丹 (2016年2月23日). Sui, Anna. ed. アナスイ: 日本上陸20周年記念 Anna Sui 20th Anniversary!: Happy Celebration. 3. Tokyo: 株式会社宝島社. ISBN 978-4-8002-4390-4
- 伊勢丹 (2016年5月26日). Sui, Anna. ed. アナスイ: 日本上陸20周年記念 Anna Sui 20th Anniversary!: Anna's Amazing Collection. 4. Tokyo: 株式会社宝島社. ISBN 978-4-8002-4407-9
- 伊勢丹 (2016年8月25日). Sui, Anna. ed. アナスイ: 日本上陸20周年記念 Anna Sui 20th Anniversary!: “Pop-sydelic” world. 5. Tokyo: 株式会社宝島社. ISBN 978-4-8002-4409-3

### ビデオ撮影
- Bolton, Andrew; Sui, Anna; Chen, Eva; Rocero, Geena; Gumpert, Lynn (June 2015). Asian American Life (Video). New York City: City University Television (CUNY-TV). MuckRack.comより閲覧.